# Océade
Pour les articles homonymes, voir Océade (homonymie).
Océade est un ancien parc aquatique belge situé à Bruparck sur le site du Heysel à Bruxelles. Ouvert à l'été 1988, il a fermé définitivement le dimanche 30 septembre 2018 pour laisser place à un potentiel projet immobilier.

## Historique

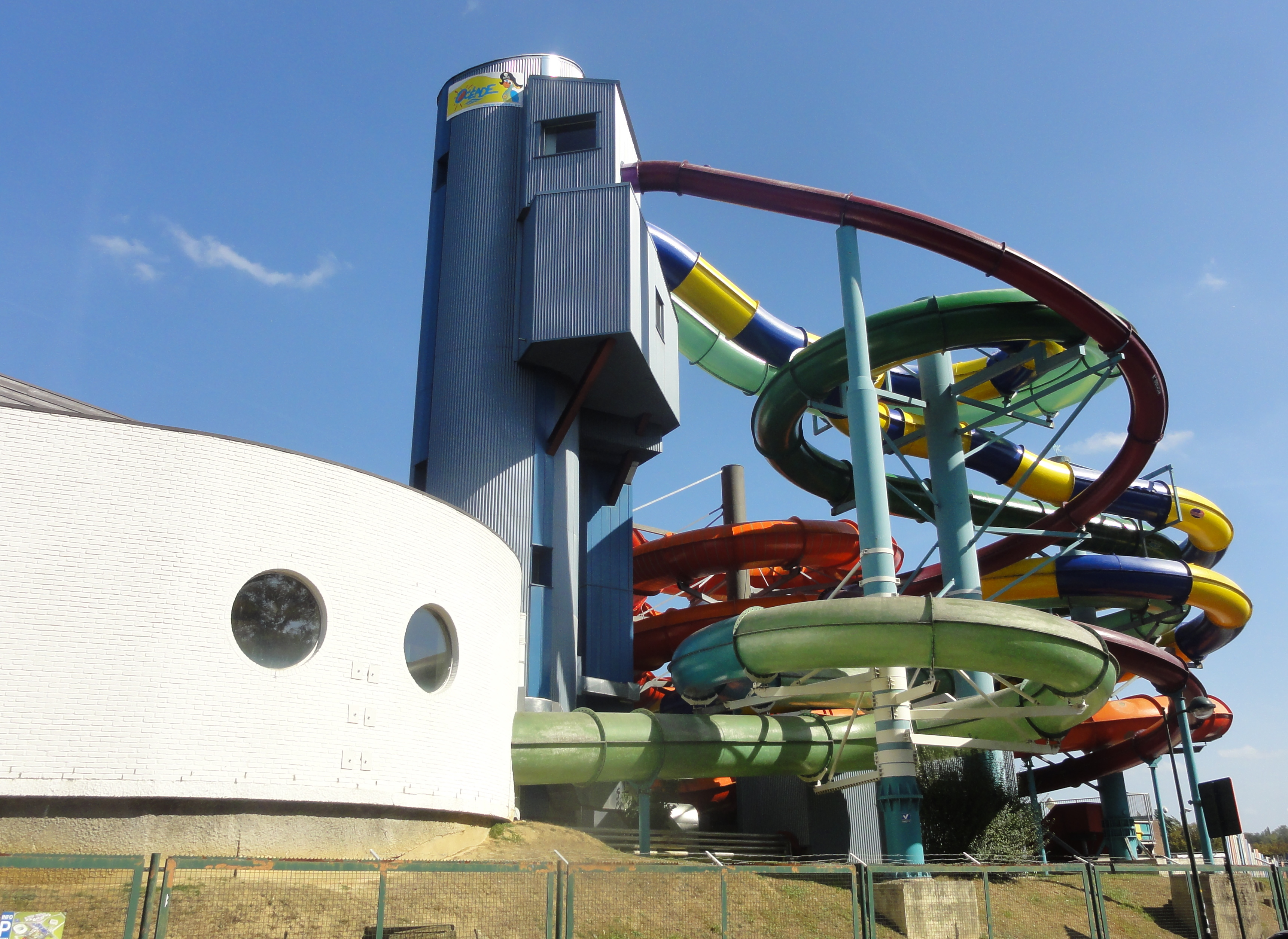
Les quatre toboggans principaux.

Tout comme l'ensemble du site Bruparck, le parc aquatique se situe en lieu et place du Meli du Heysel. La concession de celui-ci n'est pas renouvelée en 1987 et la première pierre de Bruparck est posée le 26 octobre de la même année par Hervé Brouhon, bourgmestre de Bruxelles. La « Société du parc aquatique du Heysel SA » est constituée le 16 mai 1988.
À l'été 1988 ouvre Océadium à la suite de l'investissement de dix millions d'euros du groupe français Océade, avec la Caisse des dépôts et consignations comme actionnaire de référence. Les infrastructures de l'époque sont une piscine à vagues, des toboggans de cent quarante mètres de long, des hammams, des saunas et des solariums. Le parc aquatique est renommé Océade. Les investisseurs français espèrent 550 000 entrées annuelles. L'année 1989 en totalise 320 000 et ce nombre diminue à 260 000 en 1991. Eddy Meeùs, à la tête du groupe Walibi, apprend que le parc est au bord de la faillite et acquiert le site le 18 septembre 1992 pour 2 425 000 euros. Il devient propriétaire par l'acquisition des actions de la Société du parc aquatique du Heysel (SPAH) pour 97 millions de francs belges. Océade accueille alors annuellement 200 000 nageurs sous l'ère Walibi. Eddy Meeùs et son équipe ne désirent pas réaliser d'importants investissements car cela entraînerait le paiement d'un supplément de redevances qu'ils estiment contraignant. Fin de l'année 1997, Eddy Meeùs négocie la vente d'une grande partie du Groupe Walibi avec la société américaine Premier Parks Inc., un opérateur de parcs d'attractions aux États-Unis. L'acquisition du Groupe est annoncée officiellement en décembre et est clôturée début 1998 peu après l'introduction de Premier Parks à la New York Stock Exchange. La même année, Thierry Meeùs rachète les complexes bruxellois Mini-Europe et Océade.
2003 est une bonne année avec 242 000 nageurs. En 2006, le parc représente un chiffre d'affaires de 2,5 millions d'euros et 230 000 visiteurs annuels. Ceux-ci proviennent à 30 % de Bruxelles, 20 % de sa périphérie, 40 % sont originaires du reste du pays et 10 % de l'étranger. Un record annuel de visites a lieu en 2010 avec 268 000 nageurs fréquentant le site bruxellois. La décennie 2000-2010 voit une croissance de 88 %. Le chiffre d'affaires de l'année 2014 représente 3,4 millions d'euros et 240 000 nageurs fréquentent le parc aquatique.

## Incident
En juillet 1992, deux enfants de 5 et 7 ans se noient. Thierry Den Doncker, directeur d'Océade est reconnu coupable d'homicide involontaire par défaut de prévoyance en décembre 1996. Il ira en appel, et obtiendra la suspension du prononcé.

## Le parc
Le parc offre quatorze toboggans originaux : l'Anaconda, un toboggan de 140 m, avec des bouées pour une, deux ou trois personnes ; le Caméléon, toboggan de 140 m avec choix de la couleur de la descente ; le Barracuda, toboggan de 140 m en bouée une ou deux places ; l'Ouragan, toboggan de 80 m le plus rapide de Belgique ; le Salto Angel, quatre toboggans parallèles, le Bala de Canon, deux toboggans projetant le nageur au-dessus des flots et quatre toboggans pour petits enfants.
Le parc offre aussi une piscine à vagues, un pont de singe décoratif, un jeu vidéo interactif, des jets streams, une plaine de jeux aquatiques ainsi que le Cap Créole, un espace avec trois saunas, un hammam, un jacuzzi et un bain glacé. Le parc a comme thème les Caraïbes et les pirates.
Selon certaines sources, Océade est le parc aquatique le mieux équipé de Belgique, bien que le calcul réalisé revient à compter plusieurs fois certains toboggans pourtant identiques.

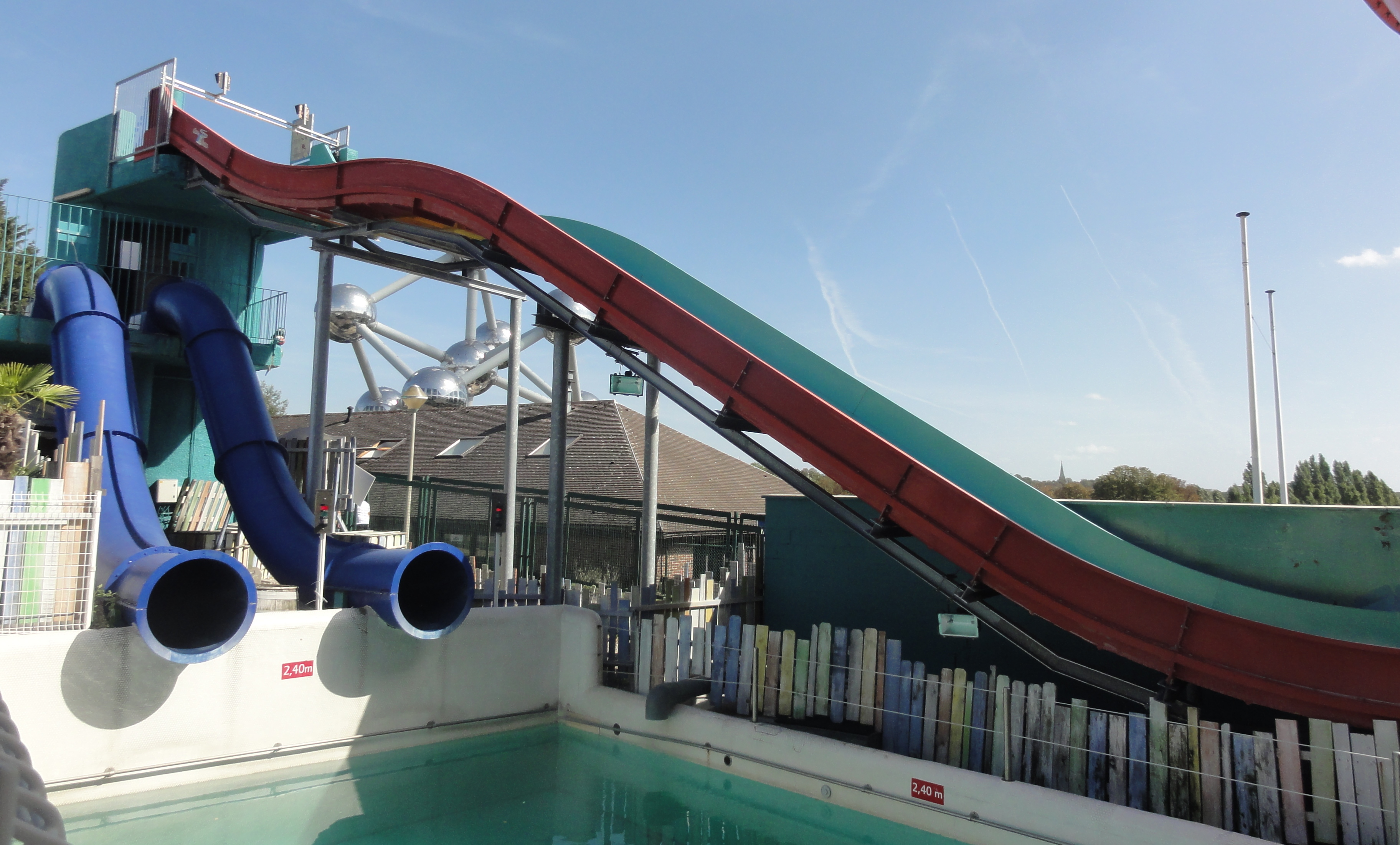
Bala de Canon et Salto Angel.
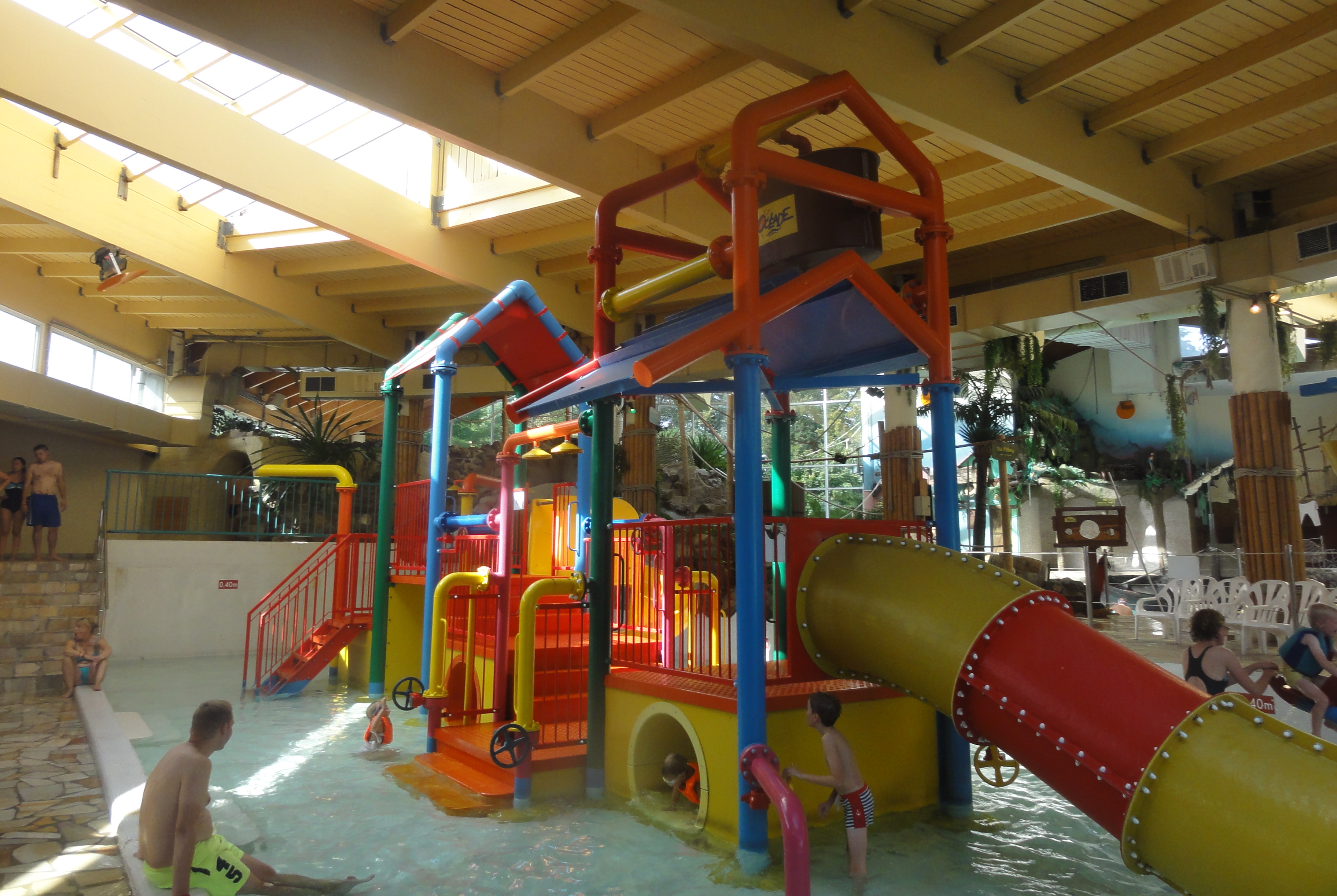
La plaine de jeux.
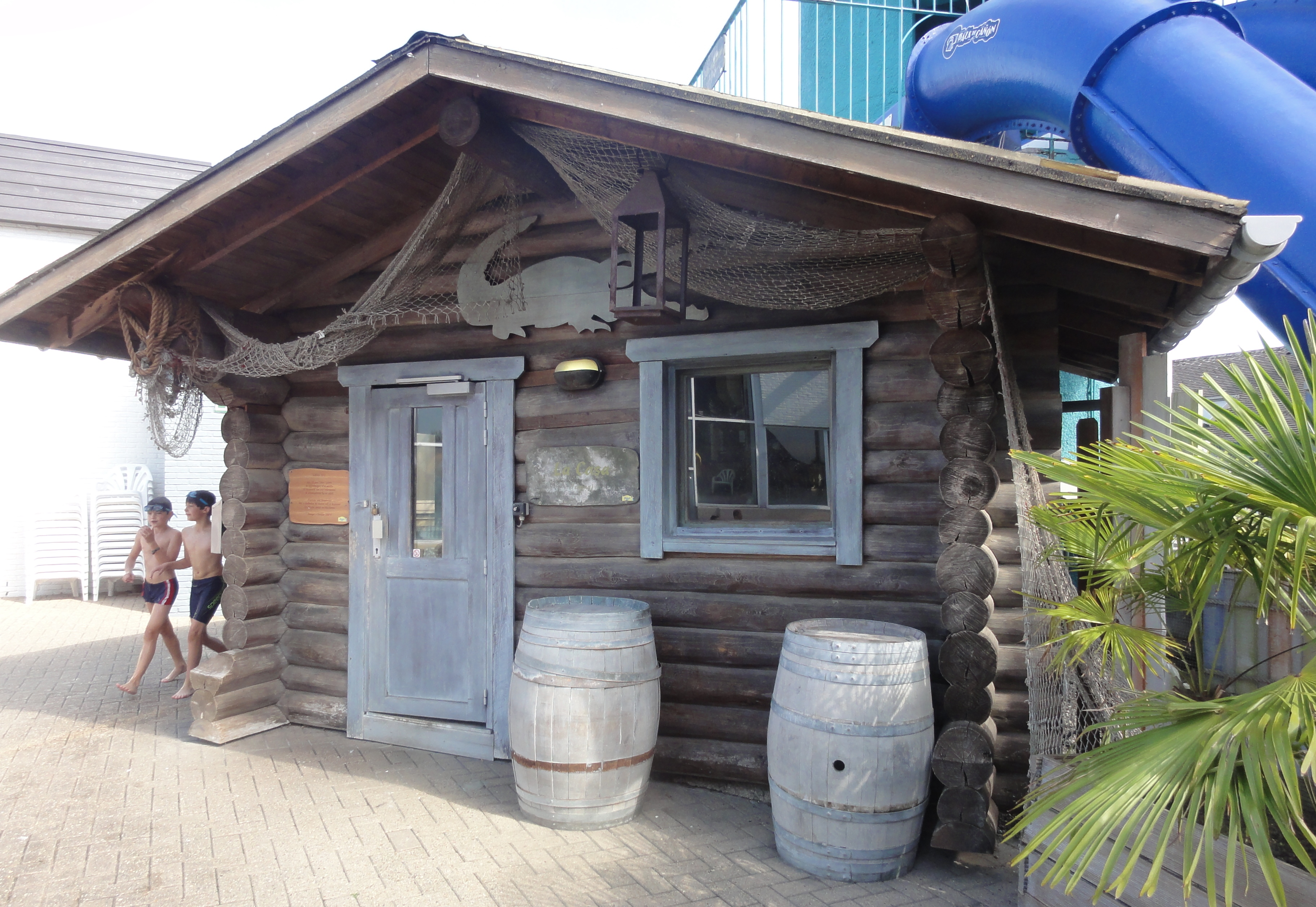
Un sauna extérieur.
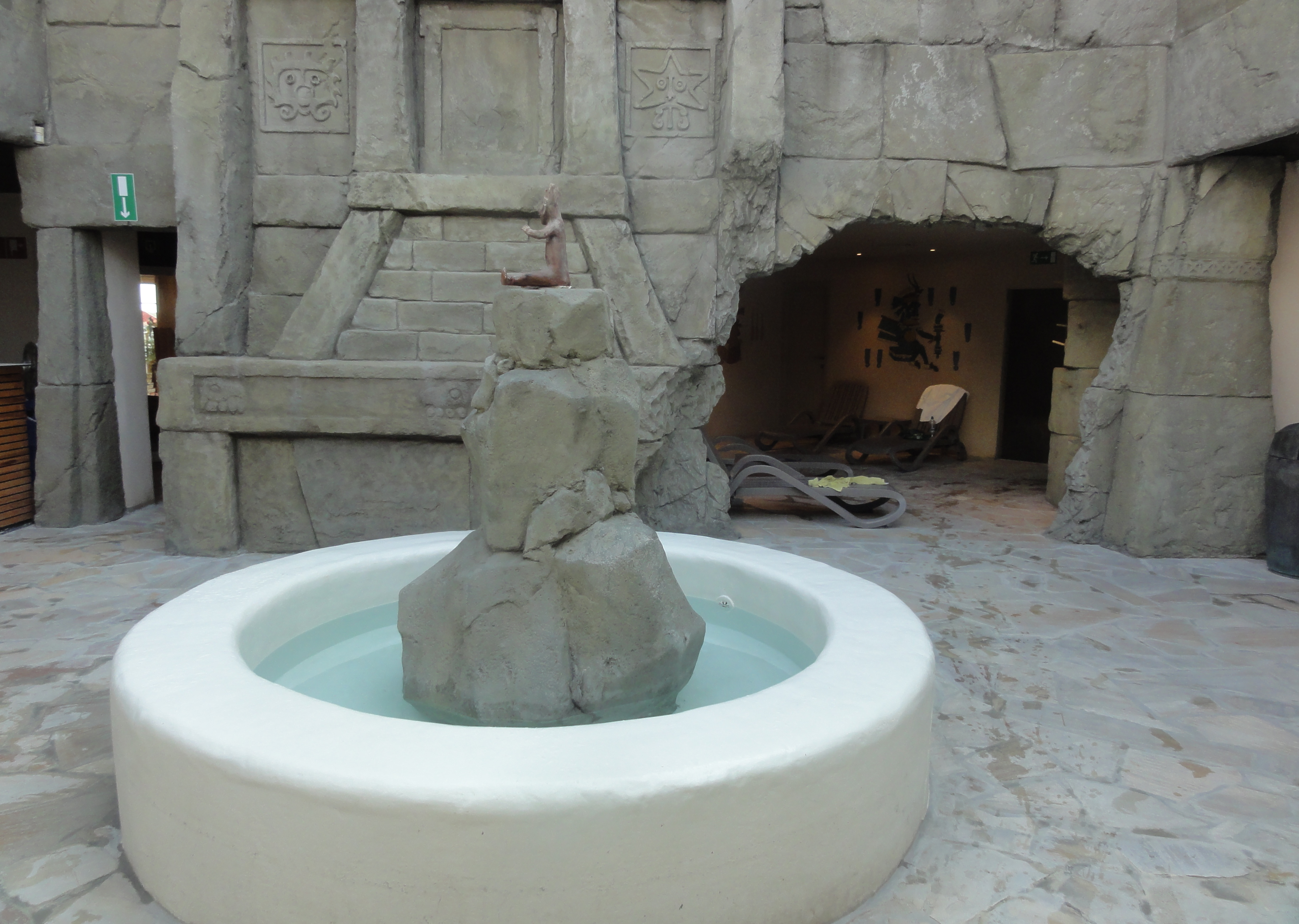
Saunaland.
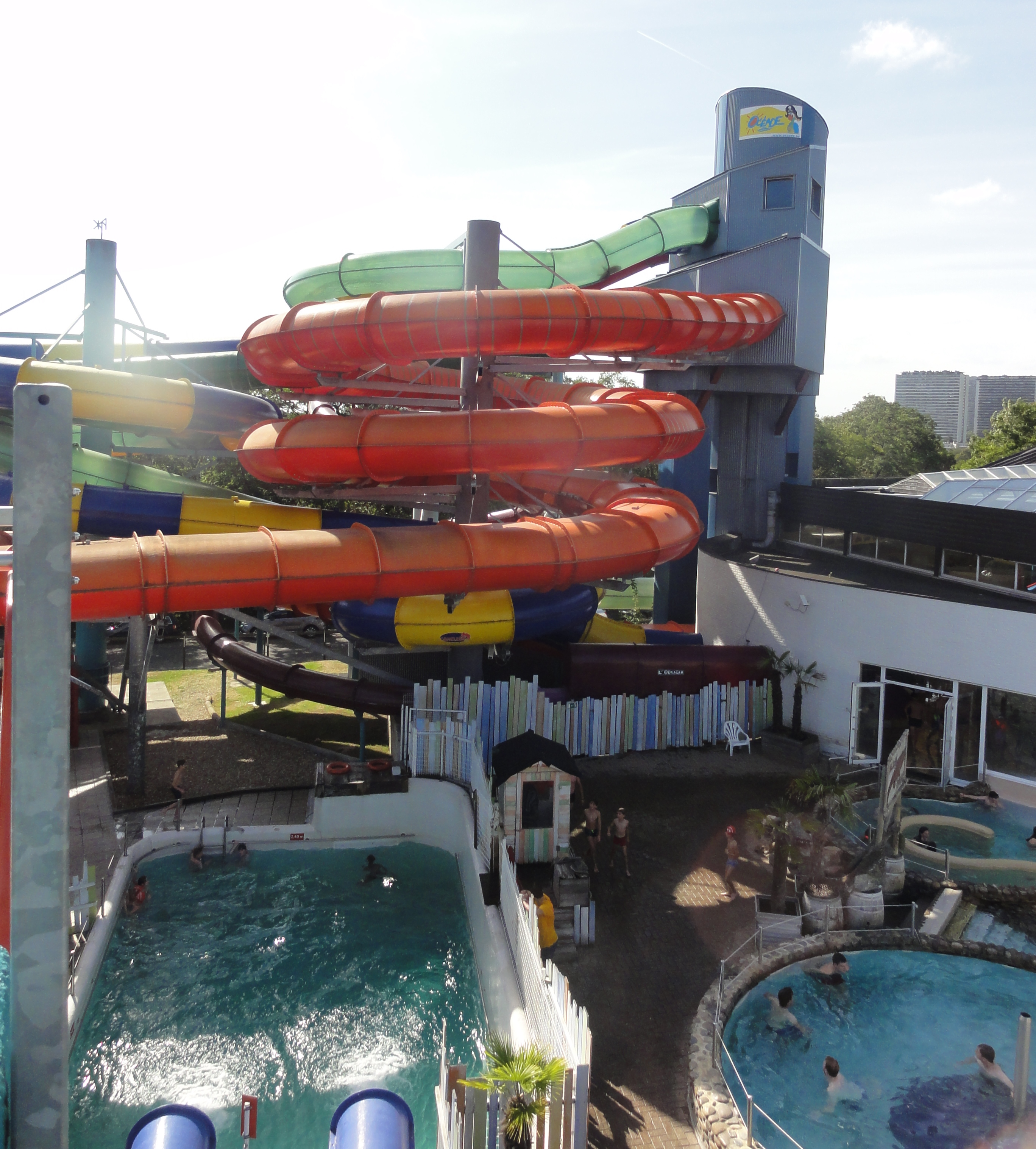
La section extérieure.

## Accessibilité
| ___ | Ce site est desservi par les stations de métro : Heysel et Roi Baudouin. |

Le site où se trouvait Océade (et devenu un terrain vague) est également accessible par la ligne de tram 7 et la ligne de tram 9, ainsi que plusieurs lignes de bus : 83 et N18 du réseau Noctis.
Pour les automobilistes, par le Ring de Bruxelles et l'aboutissement de l'autoroute A12.

## Disparition
Le projet Néo prévoit de faire disparaître Océade ainsi que Mini-Europe. La fermeture définitive a eu lieu le 30 septembre 2018 .
Les installations sont rachetées aux enchères par une société roumaine.

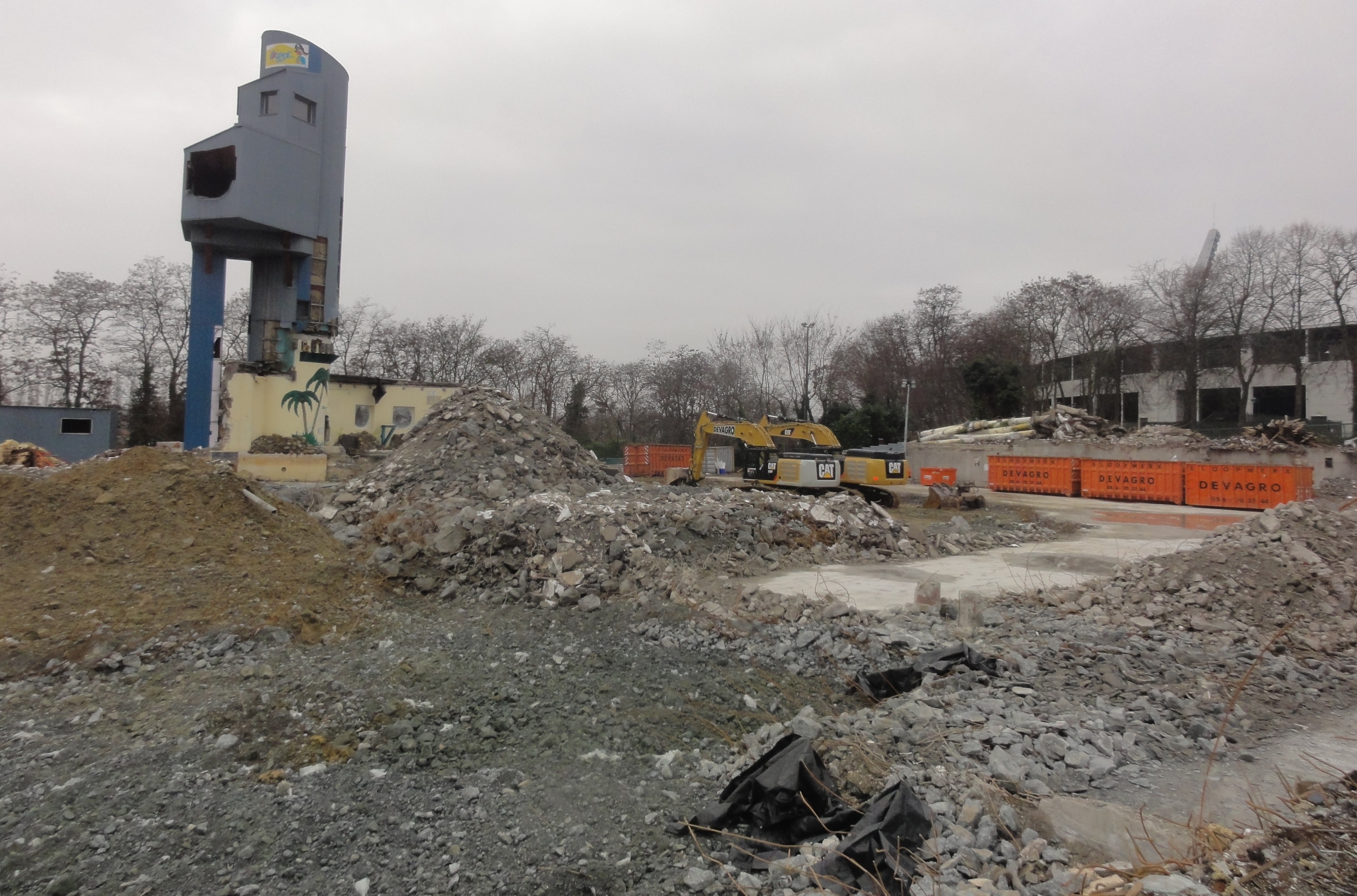
Le parc en cours de démolition, le 29 décembre 2018.
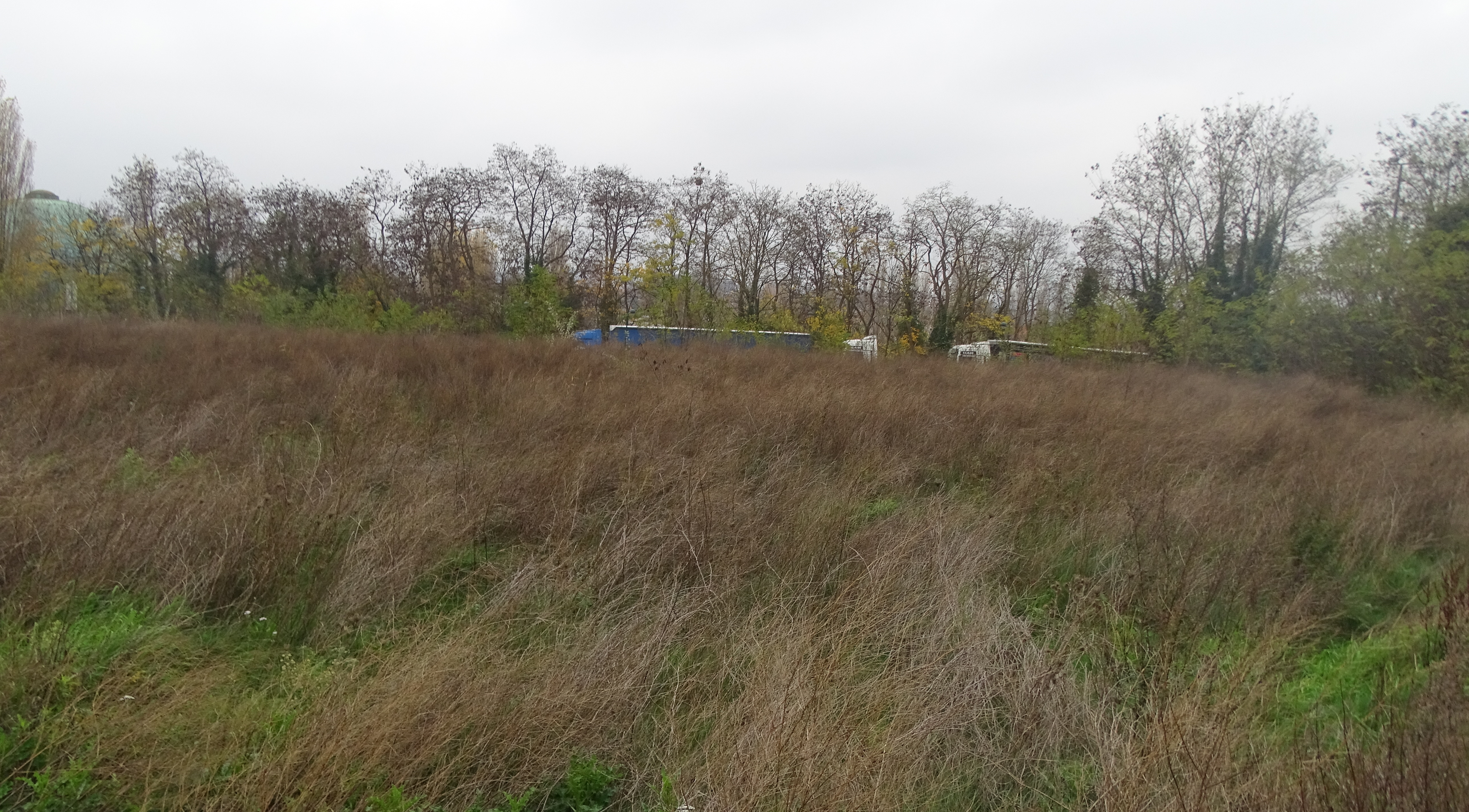
Le site devenu un terrain vague, le 3 décembre 2022.

## Fréquentation
Fréquentation annuelle 

320 000 (1989)
260 000 (1991)
242 000 (2003)
230 000 (2006)
268 000 (2010)
240 000 (2014)
250 000 (2015)